# Isotta Fraschini D80
L'Isotta Fraschini D80 fu un autocarro pesante italiano prodotto dal 1934 fino agli anni cinquanta.

## Storia
Negli anni trenta l'azienda milanese Isotta Fraschini (IF), specializzata nella produzione di auto di lusso e motori aerei e navali, acquisì dalla tedesca MAN la licenza di produzione di motori diesel. Rientrava quindi nel mercato degli autocarri, con il lancio nel 1934 dell'autocarro pesante D80 e nel 1937 del medio Isotta Fraschini D65. Dal D80 nel 1935 fu derivata una versione militare, denominata Isotta Fraschini D80 NM (Nafta Militare), subito adottata dal Regio Esercito anche nella versione autosoccorso con paranco ed assegnato al Corpo Truppe Volontarie per partecipare così alla guerra civile spagnola. Questi due autocarri sono conosciuti come 1ª serie.
A seguito del decreto di unificazione del 1937, che imponeva ai costruttori la standardizzazione di alcune caratteristiche (peso, portata, numero di assi, velocità) in funzione di un'eventuale requisizione per fini bellici, nel 1939 la casa milanese riprogetta i due mezzi adeguandosi alla normativa, producendo così l'Autocarro unificato Isotta Fraschini D80 CO civile e la corrispondente versione militare D80 COM (Militare), conosciuti entrambi come 2ª serie.
Dopo la seconda guerra mondiale, entrò in produzione la 3ª serie' per il mercato civile. Nel 1949 la brasiliana Fàbrica Nacional de Motores (FNM) acquista dalla IF la licenza per la produzione dell'autocarro, prodotto nel paese sudamericano prima come FNM R-80, poi come FNM D 7.300.

## Tecnica
Il D80 è un autocarro pesante a due assi, 4×2, con ruote posteriori gemellate. L'elegante cabina, realizzata dalla Zagato, è di tipo arretrato, con guida a destra. Sul muso, 5 linee cromate partono dallo stemma al centro della calandra per portarsi posteriormente lungo i lati del cofano. Il motore a gasolio quattro tempi a 6 cilindri in linea da 7300 cm³ eroga 95 hp a 1900 giri/min. Il telaio a longeroni, sul quale è installato il cassone in legno da 6,5 tonnellate di portata, è caratterizzato da un interasse di 4,10 m ed una carreggiata anteriore di 1,78 m e posteriore di 1,77 m.
La versione militare D80 NM si distingue per la cabina ed il muso squadrati, più spartani, e per l'utilizzo, oltre che dei normali pneumatici, anche degli autarchici semipneumatici "Celerflex". Su questa versione, il Regio Esercito allestì anche un autosoccorso con paranco di sollevamento sul cassone.
I D80 CO e D80 COM della "2ª serie", "unificati" secondo le disposizioni del governo, sono caratterizzati da un ridotto consumo di carburante e dalla presenza di servofreno ad aria compressa. Esteriormente, il CO civile ed il COM militare hanno la stessa cabina con spigoli arrotondati, ma differiscono nel muso: il modello civile presenta una calandra di forma ovale, mentre in quello militare è rettangolare; inoltre, mentre il modello civile è dotato di avviamento elettrico, quello militare era prodotto con avviamento manuale a volano e manovella; solo a guerra inoltrata, anche la versione militare sarà dotata di avviamento elettrico con batteria.
Il D80 CO "3ª serie" del dopoguerra riprende il caratteristico muso con le 5 linee del primo modello.

## Galleria d'immagini

Un D80 (a sinistra) davanti al "fratello minore" D65.
Un D80 NM del Corpo Truppe Volontarie in versione autosoccorso; notare i semipneumatici "Celerflex".
Un D80 CO, con la caratteristica calandra ovale.
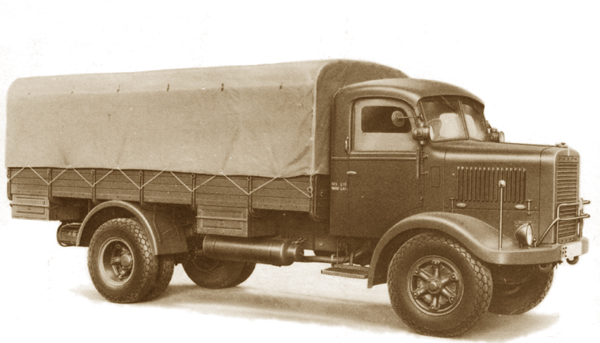
Un D80 COM del Regio Esercito.
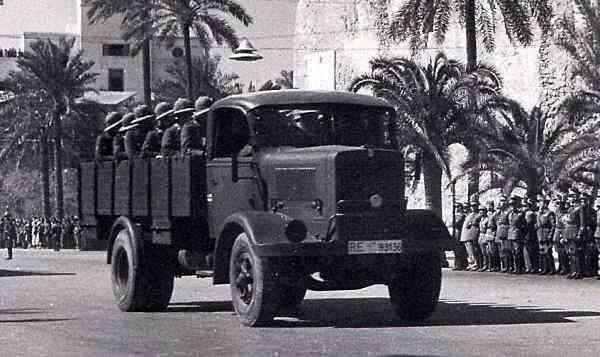
Un D80 COM trasporto-truppe durante una parata a Tripoli nel 1939.